# Der Stolz der 3. Kompanie
Der Stolz der 3. Kompanie ist der Titel eines 1931 unter der Regie von Fred Sauer gedrehten Tonfilm-Militärschwanks, in dem Heinz Rühmann die Hauptrolle spielt. Er lief auch unter dem Alternativtitel Musketier Diestelbeck und war eine Produktion der D.L.S. Deutsches Lichtspiel-Syndikat AG Berlin. Mit Darstellern wie Adolf Wohlbrück, Paul Henckels, Fritz Kampers, Rudolf Platte oder Trude Berliner war der Film „hochkarätig“ besetzt und traf auf ein überwiegend wohlwollendes Publikum.

## Handlung
Der junge Soldat Diestelbeck erlernt in der Kaserne das Exerzieren. Nebenbei bemüht er sich, wie auch sein Vorgesetzter Feldwebel Krause, um die Hand der Tochter der örtlichen Gaststättenbesitzerin Emma Wacker. Der Drill und das Bemühen um die Geliebte verleiten ihn zu allerlei Streichen und er erlangt Aufmerksamkeit, weil er seine Vorgesetzten gut imitieren und karikieren kann. Daher wird ihm die Leitung einer Theatergruppe anlässlich des Prinzenbesuchs überlassen. Hier spielen ranghöhere Dienstgrade niedere Rollen und umgekehrt. Schließlich besucht der Prinzregent den Ort und findet auch seine Liebe im Ort, die ihm zunächst seinen Status nicht glaubt.

## Hintergrund
Oskar Kalbus schrieb im 2. Band seines 1935 vom Cigaretten-Bilderdienst Altona-Bahrenfeld herausgegebenen Film-Albums: „Der Filmproduzent erinnerte sich, als die Stoffe für die Militärgroteske immer mehr ausgingen, daß in Friedenszeiten die Bühnenposse ‚Der Stolz der dritten Kompagnie‘ mit dem rheinischen Komiker Hartstein in der Hauptrolle immer und überall wahre Lachstürme erzeugt hatte. Bei einer Verfilmung dieses Stückes (Fred Sauer 1932) war also der Erfolg von vornherein sicher, besonders weil Heinz Rühmann den Infanteristen Diestelbeck spielt...“ (S. 91)
Die Dreharbeiten zu Der Stolz der 3. Kompanie fanden zwischen dem 26. Oktober und dem 17. November 1931 statt. Innenszenen wurden in den Ateliers der D.L.S. in Berlin-Staaken aufgenommen. „Teile der Außenaufnahmen wurden während des Einzugs der neuen Garnison im November 1931 in Lübben gedreht“ (Lübbener Kreisblatt vom 18. Februar 1932).
Die Photographie lag in den Händen von Friedl Behn-Grund. Robert Neppach und Erwin Scharf schufen die Filmbauten. Die Aufnahmeleitung hatte Adolf Essek. Produktionsleiter war Leo Meyer. Der Ton wurde auf Apparaturen der Tobis-Klangfilm aufgenommen.
Die Filmmusik komponierte Hans May, die Liedertexte verfasste Johannes Brandt. Man hört die Schlagerlieder Grad’ heut’ hätt’ ich Lust, verliebt zu sein und Himmeldonnerwetter!.
Der Film lag der Prüfstelle am 11. Dezember 1931 vor und wurde unter der Nr. B 30 603 zugelassen, jedoch nicht für Jugendliche. Seine Uraufführung fand am 4. Januar 1932 im Berliner Tauentzien-Palast statt.
In Lübben wurde der Film (Tonfilm) „Der Stolz der 3. Kompanie“ erstmals in der Zeit vom 18. bis 21. Februar 1932 in den „Liuba“-Lichtspielen gezeigt.
Am 1. August 1935 wurde er jedoch von der Film-Oberprüfstelle wegen der „für Nationalsozialisten nicht annehmbaren Zeichnung des Militärs“ verboten.

## Rezeption
Das Lexikon des internationalen Films meinte: „Militärschwank, dessen brillante schauspielerische Leistungen die klamottenhafte Handlung in den Hintergrund treten lassen.“